# أدولفوس وليامز
أدولفوس وليامز هو سياسي كندي، ولد في 18 يوليو 1844، وتوفي في 3 سبتمبر 1921. انتخب عضو الجمعية التشريعية لكولومبيا البريطانية ‏.